# Budai (Taiwan)
Budai (布袋鎮S, Bùdài ZhènP) è un comune di Taiwan, situato nella provincia di Taiwan e nella contea di Chiayi.